# Michael Kelly Smith
Michael Kelly Smith, pseudonimo di Michael Shermick (Pennsylvania, 21 ottobre 1958), è un chitarrista statunitense.
È un chitarrista heavy metal noto per essere stato uno dei membri fondatori dei Cinderella nel 1983 e dei Britny Fox nel 1985.

## Biografia
Michael inizia a suonare la chitarra a 14 anni, e forma la sua prima band con cui suona nel garage di casa ascoltando gruppi come Aerosmith, Led Zeppelin, Black Sabbath, Kiss.
Nel 1983 fonda i Cinderella assieme a Tom Keifer, Eric Brittingham e Tony Destra. Alcune fonti sostengono che sia stato proprio lui a trovare il nome della band prendendo ispirazione dal nome del suo gatto.
Realizzarono le prime demo nel 1983 e 1984 che contenevano le prime versioni di alcune tracce saranno poi inserite nel debut. Alcune fonti sostengono che, quando Michael Kelly Smith militava nei Cinderella, scrisse, assieme a Tom Keifer, alcune famose hit che comparvero nel primo e secondo album "Night Songs" (1986) e "Long Cold Winter" (1988) come "Nobody's Fool" e "Don't Know what You Got (Till it's Gone)" che tuttavia ufficialmente risultano scritte unicamente da Keifer. 
Sfortunatamente, quando i Cinderella cominciarono a fare strada, firmarono per una major, la Mercury Records, che spinse la band a trovare un nuovo chitarrista per motivi non molto chiari, forse questione d'immagine. Così egli lasciò la band nell'85, assieme al batterista Tony Destra. 
Assieme conobbero Dean Davidson nel 1985 e fondarono i Britny Fox. Nel 1986 pubblicano il primo EP In America. Nel 1987 il batterista Tony Destra rimase ucciso in un incidente d'auto. Dopo aver arruolato come sostituto per un breve periodo Adam West (con cui registrarono alcuni pezzi che sarebbero poi stati inseriti nella versione rimasterizzata di "In America" del 2003), la band scelse Johnny Dee come batterista ufficiale.
Con i primi due album Britny Fox (1988) e Boys in Heat (1989) scalarono le classifiche e ottennero un notevole successo. Davidson però abbandonò la band nel 1990 per formare i Blackeyed Susan e venne sostituito da Tommy Paris, con cui però la band non sembrò ottenere gli ottimi riscontri degli anni precedenti. Il primo album con Paris Bite Down Hard (1991) non riscosse vendite rilevanti.
Dopo lo scioglimento della band nel 1993, Michael fondò la band Razamanaz con i quali si esibirà per molti anni in numerosi locali e club americani proponendo un sincero e solido hard rock influenzato dalle grandi band del passato come Kiss ed Aerosmith.
I Razamanaz appariranno anche sul Kiss tribute album "Dressed to Kill" proponendo una fedele versione di "King of the Night Time World", ma non riusciranno mai a realizzare un'incisione completa fino a quando, nel marzo 2003, Kelly Smith firmò con la Perris Records per pubblicare il materiale dei Razamanaz. Verrà così stampato l'album omonimo Razamanaz, che raccoglie tutto quanto inciso dalla band nella passata decade: cover, versioni demo ed alcuni pezzi che avrebbero dovuto comporre un album alla fine mai ufficialmente pubblicato.
Alla reunion dei Britny Fox, Michael si ripresentò assieme agli altri membri originali dell'ultima formazione. Assieme organizzarono concerti per i locali della east coast e pubblicarono diverso materiale, tra cui il quarto full-length Springhead Motorshark (2003).
Oggi Mike insegna ai ragazzi come diventare rocker, impartendo lezioni di chitarra.

## Discografia

### Con i Cinderella
- 1983 - Shake Me/Nobody's Fool (7")

### EP
- 1986 - In America

### Full-length
- 1988 - Britny Fox
- 1989 - Boys in Heat
- 1991 - Bite Down Hard
- 2003 - Springhead Motorshark

### Live
- 2001 - Long Way to Live!
- 2001 - Live at Froggy's
- 2006 - Extended Versions

### Raccolte
- 2001 - The Best of Britny Fox
- 2002 - The Bite Down Hard Demo Sessions

### Con i Razamanaz
- 2003 - Razamanaz